# Adonisea lucilinea
Adonisea lucilinea är en fjärilsart som beskrevs av Walker 1858. Adonisea lucilinea ingår i släktet Adonisea och familjen nattflyn. Inga underarter finns listade i Catalogue of Life.